# Pyrgulopsis gilae
Pyrgulopsis gilae är en snäckart som först beskrevs av Taylor 1987.  Pyrgulopsis gilae ingår i släktet Pyrgulopsis och familjen tusensnäckor. IUCN kategoriserar arten globalt som sårbar. Inga underarter finns listade i Catalogue of Life.